# Icositriágono
En geometría, un icositriágono (o icosikaitrigono) o 23-ágono es un polígono de 23 lados. Tiene la particularidad de ser el polígono regular más pequeño que no es construible por el método neusis.

## Icositriágono regular
Un icositriágono regular está representado por Símbolo de Schläfli {23}.
Tiene ángulo interior de {\textstyle {\frac {3780}{23}}} grados, con un área de {\textstyle A={\frac {23}{4}}a^{2}\cot {\frac {\pi }{23}}=23r^{2}\tan {\frac {\pi }{23}}\simeq 41.8344\,a^{2},} donde {\displaystyle a} es la longitud del lado y {\displaystyle r} es el radio interno, o apotema.
El icositrigón regular no es construible con regla y compás o mediante la trisección del ángulo, debido a que el número 23 no es ni un número de Fermat ni un primo de Pierpont. Además, el icositriágono regular es el menor de los polígonos regulares que no es construibble por el método neusis.
Con respecto a la no construibilidad del icositriágono regular, A. Baragar (2002) demostró que no es posible construir un 23-ágono regular usando solo un compás y una regla de dos muescas al demostrar que cada punto construible con dicho método se encuentra en una torre de cuerpos sobre {\displaystyle \mathbb {Q} } tal que {\displaystyle \mathbb {Q} =K_{0}\subset K_{1}\subset \dots \subset K_{n}=K}, siendo una secuencia de campos anidados en los que el grado de extensión en cada paso es 2, 3, 5 o 6.
Supóngase que {\displaystyle \alpha } en {\displaystyle \mathbb {C} } se puede construir usando un compás y una regla con dos marcas. Entonces, {\displaystyle \alpha } pertenece a un campo {\displaystyle K} que se encuentra en una torre de campos {\displaystyle \mathbb {Q} =K_{0}\subset K_{1}\subset \dots \subset K_{n}=K}
para el que el índice {\displaystyle [K_{j}:K_{j-1}]} en cada paso es 2, 3, 5 o 6. En particular, si {\displaystyle N=[K:\mathbb {Q} ]}, entonces los únicos primos que dividen {\displaystyle N} son 2, 3 y 5. (Teorema 5.1)
Si se puede construir el p-ágono regular, entonces se puede construir {\displaystyle \zeta _{p}=e^{\frac {2\pi i}{p}}}, que es la raíz de un polinomio irreducible de grado {\displaystyle p-1}. Por el teorema 5.1, {\displaystyle \zeta _{p}} se encuentra en un cuerpo {\displaystyle K} de grado {\displaystyle N} sobre {\displaystyle \mathbb {Q} }, donde los únicos números primos que dividen a {\displaystyle N} son 2, 3 y 5. Pero {\displaystyle \mathbb {Q} [\zeta _{p}]} es un subcuerpo de {\displaystyle K}, por lo que {\displaystyle p-1} divide a {\displaystyle N}. En particular, para {\displaystyle p=23}, {\displaystyle N} debe ser divisible por 11 y para {\displaystyle p=29}, N debe ser divisible por 7.
Este resultado establece, considerando polígonos regulares de potencia prima por debajo del 100-ágono, que es imposible construir los 23-, 29-, 43-, 47-, 49-, 53-, 59-, 67-, 71-, 79-, 83- y 89-ágonos mediante neusis. Pero no es lo suficientemente fuerte para decidir los casos de 11-, 25-, 31-, 41- y 61-ágonos. Elliot Benjamin y Chip Snyder descubrieron en 2014 que el endecágono regular (11-ágono) es construible mediante neusis; los casos restantes siguen abiertos.
Un icositriágono tampoco es construíble mediante origami, porque 23 no es un primo de Pierpont, ni tampoco una potencia de dos o una potencia de tres. Se puede construir utilizando la cuadratriz de Hipias, la espiral de Arquímedes y otras curvas auxiliares; sin embargo, esto es cierto para todos los polígonos regulares.

## Cifras relacionadas
A continuación se muestra una tabla de diez icositrigramas regulares, o estrellas de 23 lados, etiquetadas con sus respectivos símbolos de Schläfli {23/q}, 2 ≤ q ≤ 11.
| {23/2} | {23/3} | {23/4} | {23/5}  | {23/6}  |
| {23/7} | {23/8} | {23/9} | {23/10} | {23/11} |